# 阿蘇夫雷角
65°3′S 63°39′W / 65.050°S 63.650°W
阿蘇夫雷角（英語：Azufre Point），是南極洲的海岬，位於葛拉漢地的丹科海岸，處於雷納德角東南面5公里的弗蘭德雷斯灣，由比利時探險隊繪入地圖，現時由南極條約體系管理。